# Cartão europeu de seguro de doença
O Cartão Europeu de Seguro de Doença (CESD) (em inglês: European Health Insurance Card, EHIC) é emitido gratuitamente e permite que qualquer cidadão europeu segurado ou coberto por um regime legal de segurança social dos países do EEE, da Suíça e do Reino Unido receba tratamentos de saúde noutro estado-membro da mesma forma que os cidadãos desse estado-membro – ou seja, gratuitamente ou a um custo reduzido – se o tratamento for necessário durante a sua visita (por exemplo, devido a uma doença ou a um acidente), ou se tiverem uma condição crónica preexistente que exija cuidados de saúde, como a diálise renal. O prazo de validade do cartão varia de acordo com o estado-membro emissor. Foi acordado o acesso recíproco contínuo aos cuidados de saúde entre a UE e o Reino Unido, pelo que o Reino Unido emite o Cartão Global de Seguro de Saúde do Reino Unido (UK Global Health Insurance Card, GHIC) que é válido na UE, mas não nos outros países do EEE.

Exemplo de cartão europeu de seguro de saúde da Áustria (reverso)

Cartão alemão

Exemplo de CESD francês

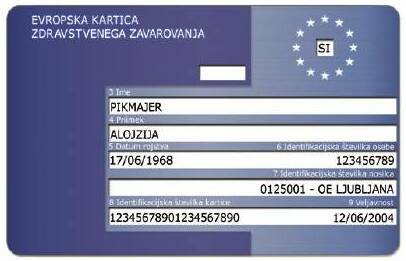
Cartão esloveno

A intenção deste regime é permitir que os cidadãos europeus continuem a sua estadia num estado-membro sem terem de regressar a casa para receberem os cuidados de saúde, pelo que as instituições de saúde têm de recusar obrigatoriamente os indivíduos sobre os quais existam quaisquer suspeitas de que tenham viajado expressamente para um estado-membro com o objetivo intencional de obterem cuidados de saúde, ou cuidados não-urgentes que possam ser adiados até que o indivíduo regresse ao seu estado-membro de origem (por exemplo, a maioria dos cuidados odontológicos ou de medicina dentária). Os custos não cobertos pelas coparticipações de utilizador ou taxas de autoresponsabilidade (taxas moderadoras ou self-liability fees) têm de ser pagos obrigatoriamente pelo estado-membro emissor, que geralmente é o estado-membro de residência, mas que também pode ser o estado-membro do qual o paciente recebe a maior pensão do regime legal de segurança social.
Este cartão cobre apenas os cuidados de saúde normalmente cobertos pelo sistema nacional de saúde legal no estado-membro visitado; os custos adicionais e as coparticipações de utilizador ou taxas de autoresponsabilidade (taxas moderadoras ou self-liability fees) podem ser cobertos através da contratação de um seguro de viagem.
O CESD foi criado pela Decisão 2003/751/CE (Decisão n.º 189, de 18 de Junho de 2003, que visa introduzir um cartão europeu de seguro de doença em substituição dos formulários necessários à aplicação dos Regulamentos (CEE) n.º 1408/71 e (CEE) n.º 574/72 do Conselho no que diz respeito ao acesso aos cuidados de saúde durante um período temporário permanecer num Estado-Membro que não seja o Estado competente ou o Estado de residência).
Porém, quando um cidadão europeu muda definitivamente a sua residência habitual para outro estado-membro (exercendo o seu direito à livre circulação dos trabalhadores na União Europeia) deve inscrever-se através do preenchimento do formulário S1 em vez de utilizar o CESD para receber os cuidados médicos nesse seu novo estado-membro de residência habitual.

## História
O cartão foi introduzido gradualmente a partir de 1 de junho de 2004 e até final de 2005, sendo que em 1 de janeiro de 2006 tornou-se o único documento que garante o direito dos cidadãos europeus aos cuidados de saúde noutro estado-membro.
Substituiu os seguintes formulários médicos:
- E110 – Para transportadores rodoviários internacionais nacionais do EEE/Suíça/Reino Unido
- E111 – Para turistas nacionais do EEE/Suíça/Reino Unido
- E119 – Para desempregados/candidatos a emprego nacionais do EEE/Suíça/Reino Unido
- E128 – Para estudantes e trabalhadores de outro estado-membro nacionais do EEE/Suíça/Reino Unido

## Aplicabilidade territorial
O cartão é aplicável em todos os territórios de além-mar franceses (Martinica, Guadalupe, Reunião e Guiana Francesa), uma vez que fazem parte do EEE, mas não nos territórios não-dependentes do EEE, como Aruba ou a Polinésia Francesa. No entanto, existem acordos para a utilização do CESD nas Ilhas Féroe e na Gronelândia, pese embora não estejam no EEE.

## Elegibilidade pessoal
Este cartão existe porque o direito aos cuidados de saúde dos cidadãos europeus na União Europeia se baseia no estado-membro da residência legal e não no estado-membro da nacionalidade. Portanto, o passaporte ou o cartão de identificação não são suficientes para um cidadão europeu receber os cuidados de saúde. Contudo, as instituições de saúde estão obrigadas a solicitar a apresentação adicional de um documento oficial de identificação com fotografia, para confirmar a verdadeira identidade do portador deste cartão, uma vez que o Cartão Europeu de Seguro de Doença (CESD) não contém fotografia.
Em alguns casos, afim de evitar a sobrecarga financeira dos sistemas nacionais de saúde de alguns estados-membros, mesmo que um cidadão europeu esteja coberto pelo seguro de saúde de um estado-membro da UE, não é elegível para requerer o Cartão Europeu de Seguro de Doença (CESD). Por exemplo, na Roménia, um cidadão europeu que esteja atualmente segurado tem de ter estado segurado obrigatoriamente durante os (5) cinco anos anteriores para ser elegível ao Cartão Europeu de Seguro de Doença (CESD).
O Cartão Europeu de Seguro de Doença (CESD):
- Não é uma alternativa ao seguro de viagem. Não cobre cuidados de saúde prestados no sistema de saúde privado nem outras despesas, como o custo do repatriamento ou indemnizações por bens perdidos ou roubados;
- Não cobre as despesas caso o cidadão europeu viaje expressamente com o objetivo de obter tratamento de saúde;
- Não garante que os serviços sejam gratuitos. Uma vez que os sistemas de saúde variam de estado-membro para estado-membro, a gratuitidade dos serviços do seu estado-membro de origem pode não se aplicar noutros estados-membros.

## Processamento ilegal dos requerimentos do CESD por terceiros
Os cartões europeus de seguro de saúde são fornecidos gratuitamente a todos os cidadãos europeus dos estados-membros participantes. Existem, no entanto, várias empresas que atuam como agentes não-oficiais em nome dos particulares, providenciando o fornecimento dos cartões mediante um pagamento, oferecendo muitas vezes serviços adicionais, tais como a verificação dos erros nos pedidos e o aconselhamento ou a assistência geral. Isto provou ser ilegal. Em 2010, o Governo Britânico agiu judicialmente contra estas empresas que convidavam as pessoas a pagar para requerer o seu CESD, insinuando falsamente que através do pagamento o requerente poderia acelerar o processo.

## Estados-membros participantes
Em 2021, 31 países da Europa participavam no regime do Cartão Europeu de Seguro de Doença (CESD): os 30 estados-membros do Espaço Económico Europeu (EEE) mais a Suíça. Isto inclui os 27 estados-membros da União Europeia (UE) e 4 estados-membros da Associação Europeia de Comércio Livre (AECL, European Free Trade Association, EFTA).
- Áustria
- Bélgica
- Bulgária
- Croácia
- Chipre
- Chéquia
- Dinamarca
- Estónia
- Finlândia
- França
- Alemanha
- Grécia
- Hungria
- Islândia
- Irlanda
- Itália
- Letónia
- Liechtenstein
- Lituânia
- Luxemburgo
- Malta
- Países Baixos
- Noruega
- Polónia
- Portugal
- Roménia
- Eslováquia
- Eslovénia
- Espanha
- Suécia
- Suíça

### Antigos estados participantes

#### Reino Unido
O Reino Unido participou neste regime como estado-membro da União Europeia até à sua saída da União Europeia (Brexit). Continuou a participar provisoriamente até ao final do período de transição do Brexit, a 31 de dezembro de 2020.
O Acordo de Comércio e Cooperação UE-Reino Unido (EU–UK Trade and Cooperation Agreement, TCA) concede acesso recíproco contínuo aos cuidados de saúde entre a UE e o Reino Unido. Os cidadãos europeus da UE podem continuar a utilizar o seu CESD no Reino Unido, ao passo que o CESD no Reino Unido foi substituído pelo Cartão Global de Seguro de Saúde do Reino Unido (UK Global Health Insurance Card, GHIC). O GHIC, ao contrário do CESD, não é válido na Noruega, na Islândia e no Liechtenstein. Alguns dos cidadãos do Reino Unido são elegíveis para um novo CESD emitido pelo Reino Unido, e válido para as visitas a estes países, bem como à Suíça, desde 2022. As pessoas elegíveis são exclusivamente aquelas que atendem a um dos seguintes critérios:
- aqueles cidadãos do Reino Unido que residem na União Europeia, na Suíça, na Noruega, na Islândia ou no Liechtenstein, e que lá se encontravam desde antes de 1 de janeiro de 2021 com um formulário registado S1, E121, E106 ou E109 emitido pelo Reino Unido
- aqueles cidadãos do Reino Unido que residem na União Europeia, na Suíça, na Noruega, na Islândia ou no Liechtenstein, desde antes de 1 de janeiro de 2021 com um formulário registado A1 emitido pelo Reino Unido
- aqueles que são cidadãos nacionais da UE, da Suíça, da Noruega, da Islândia ou do Liechtenstein, que residem legalmente no Reino Unido desde antes de 1 de janeiro de 2021 e que estão abrangidos pelo Acordo de Saída; porém não é abrangido nos casos em que também for cidadão do Reino Unido (múltipla nacionalidade) ou se tiver nascido no Reino Unido
- aqueles que são familiares ou dependentes de uma das pessoas jurídicas já anteriormente referidas
- aqueles que estão abrangidos pela jurisprudência do Caso Chen (EUECJ C-200/02) ou dos Casos Ibrahim e Teixeira (respetivamente, EUECJ C-310/08 e EUECJ C- 480/08) do Tribunal de Justiça da União Europeia (TJUE). O Caso Chen diz respeito ao cuidador principal de uma criança cidadã autossuficiente do Espaço Económico Europeu (EEE) no Reino Unido (e menores de 18 anos dependentes do cuidador principal) e os Casos Ibrahim e Teixeira dizem respeito a uma criança que está a estudar no Reino Unido descendente de um cidadão do EEE, antigo trabalhador (ou, em conformidade com os acordos dos direitos dos cidadãos, um trabalhador independente) no Reino Unido e o cuidador principal da criança (e menores de 18 anos dependentes do cuidador principal).

Durante a sua participação no regime, o acesso ao CESD cobriu o território ultramarino britânico de Gibraltar. As dependências da Coroa das Ilhas do Canal e da Ilha de Man não foram cobertas pelo CESD, uma vez que nunca foram territórios da UE e do EEE e os seus residentes não eram elegíveis para o CESD.